# Andry Rajoelina
Andry Nirina Rajoelina (n. 30 mai 1974, Antsirabe, Madagascar) este un om politic și om de afaceri franco-malgaș, care exercită funcția de președinte al Madagascarului din 2019. Anterior, a fost președinte al unui guvern provizoriu între 2009 și 2014, în urma unei crize politice și a unei lovituri de stat sprijinite de armată, după ce deținuse, timp de un an, funcția de primar al orașului Antananarivo. Înainte de a intra în politică, Rajoelina a activat în sectorul privat, înființând în 1999 o companie de tipografie și publicitate numită Injet, iar în 2007 rețelele de radio și televiziune Viva.
El a fondat partidul politic Tinerii Malgași Hotărâți și a fost ales primar al orașului Antananarivo în 2007. În această calitate, a condus o mișcare de opoziție împotriva președintelui de atunci, Marc Ravalomanana, mișcare ce a culminat cu criza politică din 2009. Rajoelina a fost numit președinte al Înaltului Consiliu de Tranziție al Madagascarului (HTA) de către un consiliu militar, într-o acțiune calificată drept lovitură de stat de către comunitatea internațională. Rajoelina a dizolvat Senatul și Adunarea Națională, transferând atribuțiile acestora către o serie de noi structuri de guvernare responsabile de supravegherea tranziției către o nouă autoritate constituțională. Acest demers a intrat în conflict cu un proces de mediere internațională menit să stabilească un guvern de tranziție. Alegătorii au aprobat o nouă constituție printr-un referendum național controversat, în noiembrie 2010, ceea ce a marcat începutul celei de-a Patra Republici.
El a condus HTA până la organizarea alegerilor generale din 2013 și a demisionat în 2014. A câștigat alegerile prezidențiale din 2018 și a fost învestit în funcția de președinte al Madagascarului la 19 ianuarie 2019. Mandatul său a inclus coordonarea răspunsului guvernului la pandemia de COVID-19 în Madagascar, perioadă în care a promovat informații eronate și tratamente neconfirmate pentru boală, precum și gestionarea crizei alimentare din 2021 și a ciclului tropical Batsirai. Ulterior, Rajoelina a câștigat alegerile prezidențiale malgașe din 2023.

## Biografie
Andry Rajoelina s-a născut la 30 mai 1974 într-o familie relativ înstărită din Antsirabe. Tatăl său, colonelul în retragere Roger Yves Rajoelina, deținea dublă cetățenie și a luptat în armata franceză în Războiul din Algeria. Deși familia își permitea să îi ofere o educație universitară, Andry Rajoelina a ales să își întrerupă studiile după obținerea bacalaureatului, pentru a începe o carieră ca DJ.

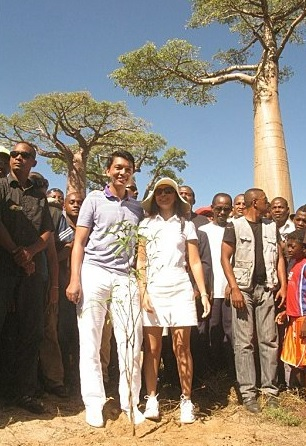
Andry Rajoelina și soția sa, Mialy, în 2012.

În 1994, Rajoelina a cunoscut-o pe viitoarea sa soție, Mialy Razakandisa, care își încheia atunci ultimul an de liceu în Antananarivo. Cei doi au menținut o relație la distanță timp de șase ani, perioadă în care Mialy și-a finalizat studiile universitare și de master în finanțe și contabilitate la Paris. Ei s-au reunit în Madagascar în anul 2000 și s-au căsătorit în același an. Cuplul are trei copii: doi fii, Arena (n. 2002) și Ilontsoa (n. 2003), și o fiică, Ilona (n. 2005).

## Magnat media
În 1993, la vârsta de 19 ani, Rajoelina și-a înființat prima întreprindere: o mică firmă de organizare de evenimente, numită Show Business. În anul următor, a lansat un concert anual intitulat Live, care reunea artiști muzicali străini și malgași. La cea de-a zecea ediție, evenimentul a adunat 50.000 de participanți.
În 1999, a fondat Injet, prima companie de tehnologie de tipărire digitală din insulă, care a cunoscut rapid succes datorită extinderii panourilor publicitare în întreaga capitală. După căsătoria din 2000, Andry și Mialy Rajoelina au achiziționat Domapub, o companie concurentă de publicitate stradală din Antananarivo, deținută de familia Mialy. Cei doi au administrat împreună afacerile familiei, Andry ocupându-se de Injet, iar soția sa de Domapub.
În mai 2007, Andry Rajoelina a cumpărat posturile de televiziune și radio Ravinala, pe care le-a redenumit Viva TV și Viva FM.

## Primar al orașului Antananarivo (2007–2009)

### Alegeri
În 2007, Rajoelina a creat și a condus asociația politică Tanora malaGasy Vonona (TGV), care înseamnă „Tineretul malgaș hotărât”, și, la scurt timp, și-a anunțat candidatura pentru funcția de primar al orașului Antananarivo. Vârsta sa foarte tânără a devenit un atu pentru a câștiga rapid popularitate la nivel național, reflectând o tendință de „rejuvenare a politicii” – promovarea liderilor tineri ca simboluri ale reînnoirii și schimbării politice. Rajoelina a fost ales la 12 decembrie 2007, obținând 63,3% din voturi, la o prezență la urne de 55%, înfrângându-l pe Hery Rafalimanana, candidatul în exercițiu al partidului TIM.

### Mișcarea de opoziție împotriva lui Ravalomanana
Primele conflicte dintre Andry Rajoelina și președintele Marc Ravalomanana datează din 2003, când guvernul național a dispus îndepărtarea primelor panouri publicitare Trivision din Antananarivo, pe care Rajoelina le instalase într-un sens giratoriu important al capitalei.
În noiembrie și decembrie 2008, guvernul a fost implicat în două scandaluri. Primul a fost un acord din iulie 2008 cu Daewoo Logistics pentru a închiria jumătate din terenurile arabile ale insulei în scopul cultivării porumbului și uleiului de palmier de către Coreea de Sud, iar al doilea, achiziționarea, în noiembrie 2008, a unui al doilea avion prezidențial, un Boeing 737, la un preț de 60 milioane USD. Acest ultim act a determinat Banca Mondială și FMI să suspende un sprijin financiar în valoare de 35 milioane USD acordat insulei. Rajoelina a folosit aceste evenimente pentru a atrage sprijin împotriva guvernului lui Ravalomanana.
La începutul mandatului său de primar, trezoreria orașului Antananarivo avea o datorie de 8,2 miliarde ariary malgași (aproximativ 4,6 milioane USD). La 4 ianuarie 2008, din cauza datoriilor neachitate către compania Jirama, orașul Antananarivo a fost afectat de o întrerupere generală a apei și de pene de curent care au vizat iluminatul public. În urma unui audit, s-a constatat că Jirama datora Primăriei o sumă aproximativ egală, iar sancțiunea asupra populației orașului a fost anulată.
La 13 decembrie 2008, guvernul național a închis postul Viva TV al lui Andry Rajoelina, susținând că un interviu difuzat de Viva cu fostul șef de stat în exil, Didier Ratsiraka⁠(d), era „susceptibil să tulbure pacea și securitatea”. În decurs de o săptămână, Rajoelina s-a întâlnit cu 20 dintre cei mai importanți lideri ai opoziției din Madagascar, cunoscuți în presă drept „Clubul celor 20”, pentru a elabora o declarație comună prin care cereau administrației Ravalomanana o mai bună respectare a principiilor democratice. De asemenea, Rajoelina a promis crearea unui spațiu public cu deschidere politică în capitală, pe care îl va numi Place de la Démocratie („Piața Democrației”)„Andry Rajoelina réunit le Club des 20 (Andry Rajoelina reunește Clubul celor 20)”. Madagascar Tribune (în franceză). 19 octombrie 2013. Accesat în 15 august 2025..

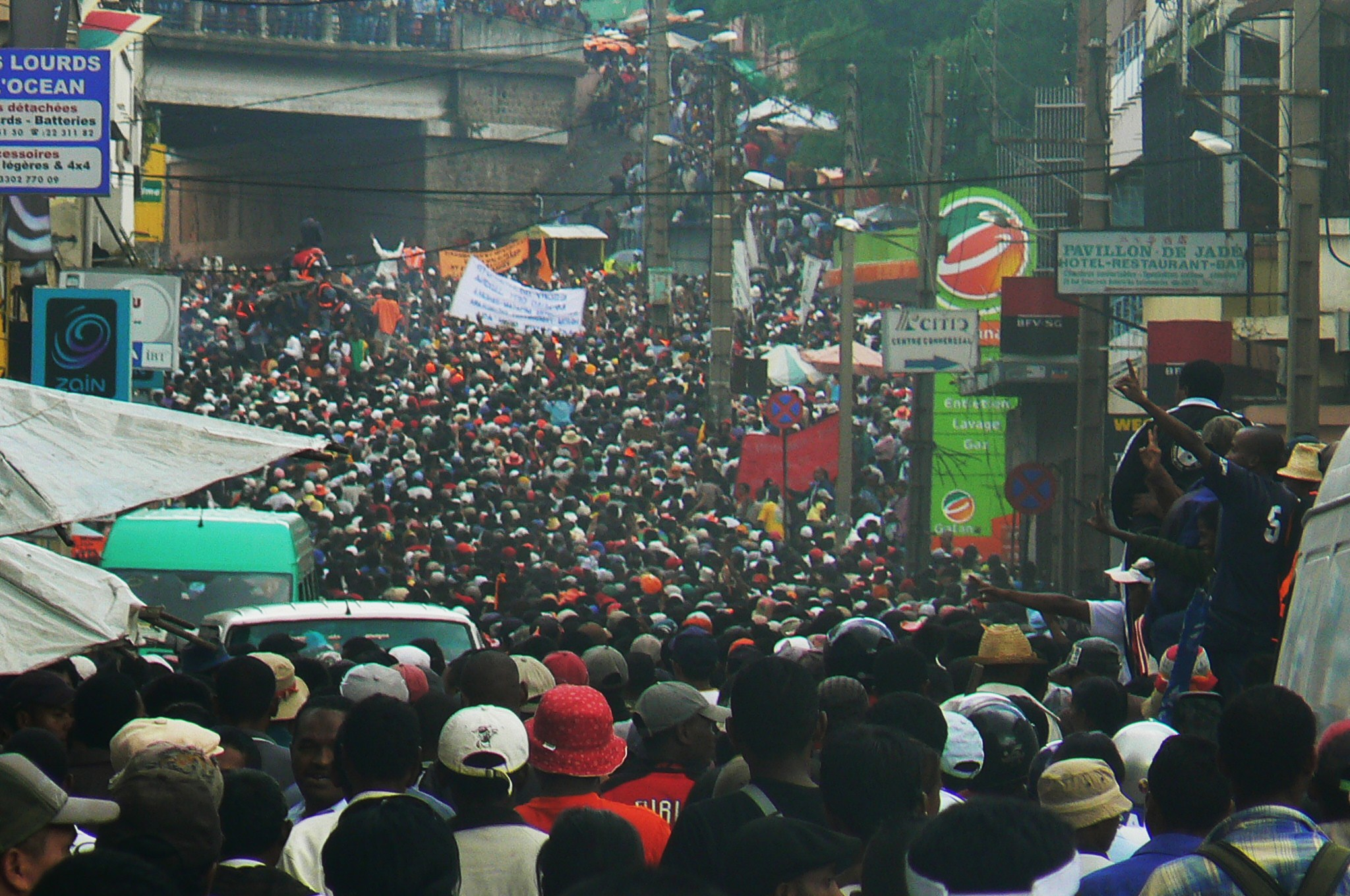
Protestatari pro-Rajoelina în Antananarivo, 2009

Începând din ianuarie 2009, Andry Rajoelina a condus o serie de mitinguri politice în centrul orașului Antananarivo. La 13 ianuarie, a lansat un ultimatum guvernului pentru a redeschide Viva TV. O săptămână mai târziu, mesajul „transmisie indisponibilă” al postului Viva TV a fost înlocuit cu o imagine statică a lui Andry Rajoelina, ceea ce a determinat autoritățile să confiște prin forță emițătorul canalului. La 17 ianuarie, Andry Rajoelina a adunat 30.000 de susținători într-un parc public, pe care l-a redenumit Place de la Démocratie, sfidând autoritatea executivă a lui Ravalomanana. La un miting din 31 ianuarie 2009, Rajoelina a anunțat că își asumă conducerea treburilor țării, declarând: „Deoarece președintele și guvernul nu și-au asumat responsabilitățile, proclam că, începând de astăzi, voi conduce toate afacerile naționale.” El a adăugat că o cerere oficială de demisie a președintelui Ravalomanana va fi înaintată în curând Parlamentului Madagascarului. Această autoproclamare a puterii a compromis imaginea democratică a lui Rajoelina, iar numărul participanților la mitingurile ulterioare a scăzut, situându-se în medie între 3.000 și 5.000 de persoane.

### Demitere
La 3 februarie, Ministerul Afacerilor Interne l-a demis pe Rajoelina din funcția de primar al Antananarivo și a numit o delegație specială condusă de Guy Randrianarisoa pentru a gestiona afacerile capitalei. Andry Rajoelina a contestat această decizie.

## Președinte al Autorității Înalte de Tranziție (2009–2014)

### Demisia lui Ravalomanana
La 7 februarie, Andry Rajoelina a organizat un nou miting, în cadrul căruia liderii mișcării portocalii au declarat constituirea Autorității Înalte de Tranziție și l-au desemnat pe Andry Rajoelina ca președinte al acesteia. Mulțimea a mărșăluit apoi către palatul prezidențial pentru a-și revendica puterea. Gărzile prezidențiale au deschis focul, ucigând 31 de protestatari și rănind peste 200. Acest masacru a diminuat dramatic popularitatea Președinției în timpul crizei, conducând la pierderea sprijinului Armatei, care l-a acuzat pe Președinte că a ordonat împușcăturile.
La 6 martie, după ce autoritățile malgașe au încercat să-l aresteze, Andry Rajoelina s-a refugiat în ambasada Franței. La 10 martie, Armata a emis un ultimatum de 72 de ore, ordonând liderilor politici să găsească o soluție la criză sau să se confrunte cu intervenția militară. La 15 martie, Ravalomanana a ieșit la televizor pentru a propune un referendum ca soluție la criză, ofertă refuzată de Rajoelina, care a cerut în schimb arestarea Președintelui. În ziua următoare, Ravalomanana a dizolvat guvernul, și-a dat demisia și a transferat sigiliul prezidențial către un comitet superior al Armatei. La 18 martie, Armata a transferat puterea direct către Rajoelina, făcându-l președinte al Autorității Înalte de Tranziție (HAT). Curtea constituțională a Madagascarului a considerat legal acest transfer dublu de putere (Ravalomanana–Armată–Rajoelina).
Rajoelina a depus jurământul ca Președinte la 21 martie 2009, pe stadionul Mahamasina, în fața unei mulțimi de 40.000 de susținători. Avea 35 de ani la momentul depunerii jurământului, devenind cel mai tânăr președinte din istoria țării și cel mai tânăr șef de guvern din lume la acea vreme.

### Rezolvarea conflictului politic
La 19 martie 2009, SADC a anunțat că nu recunoaște noul guvern. Uniunea Africană a descris evenimentele drept o lovitură de stat și a suspendat Madagascarul, amenințând cu sancțiuni dacă guvernul constituțional nu era restabilit în termen de șase luni. Statele Unite, cel mai mare donator bilateral și furnizor de ajutor umanitar al Madagascarului, au refuzat, de asemenea, să recunoască administrația Rajoelina și au ordonat tuturor angajaților neesențiali ai ambasadei să părăsească insula. Madagascarul a fost eliminat de pe lista beneficiarilor Legii privind creșterea și oportunitatea în Africa (AGOA). În mai 2009, FMI a înghețat, de asemenea, ajutorul său pentru Madagascar. ONU a reacționat la transferul de putere prin blocarea a 600 de milioane de euro din ajutorul planificat. Unii analiști au susținut că legitimitatea lui Rajoelina depindea de organizarea unor alegeri libere și corecte.
În august 2009, foștii președinți în viață ai Madagascarului (Rajoelina, Ravalomanana, Didier Ratsiraka⁠(d) și Zafy) au semnat Acordurile de la Maputo, care stabileau liniile directoare pentru o perioadă de tranziție politică consensuală. La 11 octombrie 2009, Andry Rajoelina l-a numit pe Eugene Malganza în funcția de prim-ministru. Alte linii directoare au fost definite în cadrul reuniunii de la Addis Abeba [explicații suplimentare necesare], pentru împărțirea puterii prezidențiale cu doi copreședinți. Foștii președinți malgași au fost autorizați să se întoarcă în țară, iar Rajoelina a numit un nou prim-ministru.
În noiembrie 2010, un referendum constituțional a dus la adoptarea celei de-a patra constituții a statului, cu 73% voturi „pentru” și o prezență la urne de 52,6%. Una dintre modificările aduse de noua constituție a fost reducerea vârstei minime pentru candidații la președinție de la 40 la 35 de ani, ceea ce îl făcea pe Rajoelina, în vârstă de 36 de ani, eligibil pentru a candida. Noua constituție prevedea ca liderul Autorității Înalte de Tranziție – funcție deținută de Rajoelina – să rămână președinte interimar până la organizarea alegerilor și impunea ca toți candidații la președinție să fi locuit în Madagascar cel puțin șase luni înainte de alegeri, măsură care îl excludea efectiv pe Ravalomanana și pe alți lideri ai opoziției aflați în exil în Africa de Sud din cursa electorală.
În iunie 2010, UE a anunțat extinderea ajutorului său financiar de 600 de milioane de dolari pentru Madagascar. În noiembrie 2011, discursul său în cadrul celei de-a 66-a sesiuni a Adunării Generale a ONU a marcat prima formă majoră de recunoaștere internațională a guvernului de tranziție. La 13 mai 2011, Andry Rajoelina s-a întâlnit cu Alain Juppé, ministrul francez al Afacerilor Externe, iar la 7 decembrie 2011 a fost primit oficial de președintele francez Nicolas Sarkozy.
Un acord a fost încheiat între Rajoelina, Ravalomanana și statele regionale malgașe în ianuarie 2013, pentru a rezolva criza politică. Acordul stipula că nici Rajoelina, nici Ravalomanana nu vor candida la alegerile planificate pentru luna mai. Totuși, în mai 2013, când soția lui Ravalomanana și-a anunțat candidatura la alegerile din 2013, Rajoelina a considerat acest fapt o încălcare a acordului și și-a relansat propria candidatură. Situația a dus la mai multe amânări ale alegerilor de către comisia electorală. O instanță electorală specială a decis, în august 2013, că candidaturile lui Rajoelina, Ravalomanana și ale fostului președinte Ratsiraka erau invalide și că aceștia nu aveau voie să participe la alegerile din 2013. Andry Rajoelina și-a anunțat apoi susținerea pentru candidatul prezidențial Hery Rajaonarimampianina⁠(d), care a câștigat alegerile prezidențiale din decembrie 2013. Andry Rajoelina a demisionat oficial din funcția de președinte al Madagascarului la 25 ianuarie 2014.
Rajaonarimampianina a creat comitetul MAPAR pentru a organiza selecția cabinetului său, proces care s-a întins pe parcursul mai multor luni. În această perioadă, Rajoelina a încercat să fie nominalizat pentru funcția de prim-ministru al Madagascarului, însă Rajaonarimampianina l-a ales pe Roger Kolo⁠(d), cu sprijinul majorității din parlament. La 18 aprilie, a fost anunțat un cabinet format din 31 de membri cu afilieri politice variate.

### Politici și guvernare

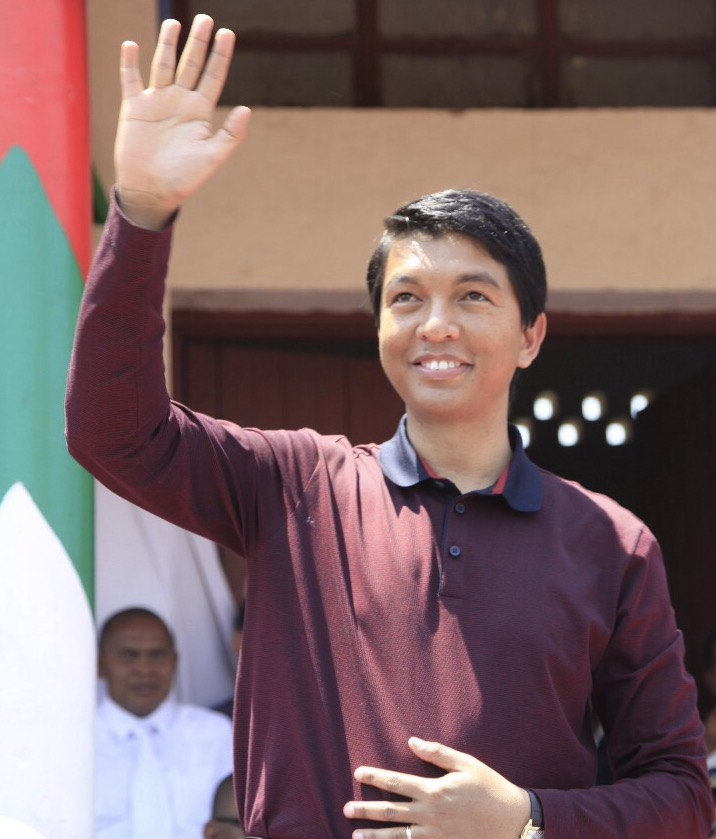
Andry Rajoelina în 2012

La preluarea mandatului în 2009, Rajoelina a dizolvat Senatul și Parlamentul pentru a transfera atribuțiile acestora către cabinetul său, oficialii Autorității Înalte de Tranziție (HAT) și nou-înființatul Consiliu pentru Consolidare Socială și Economică, prin intermediul căruia politicile sale erau emise sub formă de decrete. Autoritatea legislativă revenea, în practică, lui Rajoelina și cabinetului său, compus din cei mai apropiați consilieri ai săi. Un comitet militar înființat în aprilie a sporit controlul HAT asupra politicilor de securitate și apărare. În luna următoare, după suspendarea celor 22 de guvernatori regionali ai țării, guvernul de tranziție și-a consolidat influența asupra administrației locale prin numirea unor înlocuitori. Comisia Națională de Anchetă (CNME) a fost creată la scurt timp după aceea pentru a crește eficiența HAT în abordarea problemelor judiciare și juridice.
Una dintre primele măsuri ale lui Andry Rajoelina în calitate de președinte a fost anularea acordului nepopular încheiat de Ravalomanana cu Daewoo Logistics. La 2 iunie 2009, Ravalomanana a fost amendat cu 70 de milioane de dolari SUA (42 de milioane de lire sterline) și condamnat la patru ani de închisoare pentru presupus abuz de funcție, care, potrivit ministrului justiției din HAT, Christine Razanamahasoa, includea achiziția din decembrie 2008 a unui al doilea avion prezidențial („Air Force II”), în valoare de 60 de milioane de dolari. Rajoelina a inițiat, de asemenea, acțiuni legale împotriva companiei Tiko a lui Ravalomanana, pentru recuperarea a 35 de milioane de dolari SUA reprezentând taxe neplătite. În plus, la 28 august 2010, HAT l-a condamnat pe Ravalomanana, aflat în exil în Africa de Sud din martie 2009, la muncă silnică pe viață, în contumacie, și a emis un mandat de arestare pentru rolul său în proteste și în decesele care au urmat. Rajoelina a respins, de asemenea, strategia de dezvoltare pe termen mediu a lui Ravalomanana, cunoscută sub numele de Madagascar Action Plan, și a abandonat reformele educaționale inițiate de predecesorul său, care adoptaseră malgașa și engleza ca limbi de predare, revenind la utilizarea tradițională a limbii franceze. Mai târziu, în 2012, a vândut controversatul Boeing 747 cumpărat de predecesorul său cu fonduri publice.
Sancțiunile și suspendarea ajutoarelor externe au reprezentat 50% din bugetul național și 70% din investițiile publice, fapt ce a îngreunat gestionarea treburilor statului. Rajoelina a organizat ocazional evenimente pentru distribuirea de articole de bază populației, inclusiv medicamente, îmbrăcăminte, materiale pentru întreținerea locuințelor și rechizite școlare. Administrația sa a cheltuit miliarde de ariary⁠(d) pentru subvenționarea nevoilor esențiale precum electricitatea, carburanții și produsele alimentare de bază. În 2010, la doi ani după ce Rajoelina lansase proiectul ca primar al Antananarivo, HAT a finalizat reconstrucția primăriei din Antananarivo, care fusese distrusă prin incendiere în timpul protestelor politice rotaka din 1972. În cadrul acestei ceremonii, Andry Rajoelina a anunțat că data de 11 decembrie devenea o nouă sărbătoare în calendarul malgaș, iar a patra Constituție a țării a fost promulgată.
Prin inițiativa trano mora („casă accesibilă”), HAT a construit mai multe ansambluri rezidențiale subvenționate, destinate cuplurilor tinere din clasa de mijloc. Numeroase alte proiecte de construcție au fost planificate sau finalizate, inclusiv restaurarea unor scări istorice din Antananarivo, construite în secolul al XIX-lea în timpul domniei reginei Ranavalona I; reasfaltarea drumului intens circulat dintre Toamasina și Foulpointe; construirea unui stadion municipal cu o capacitate de 15.000 de locuri și a unei noi primării în Toamasina; precum și construirea unui spital construit conform standardelor internaționale, tot în Toamasina.

## Campania prezidențială din 2018

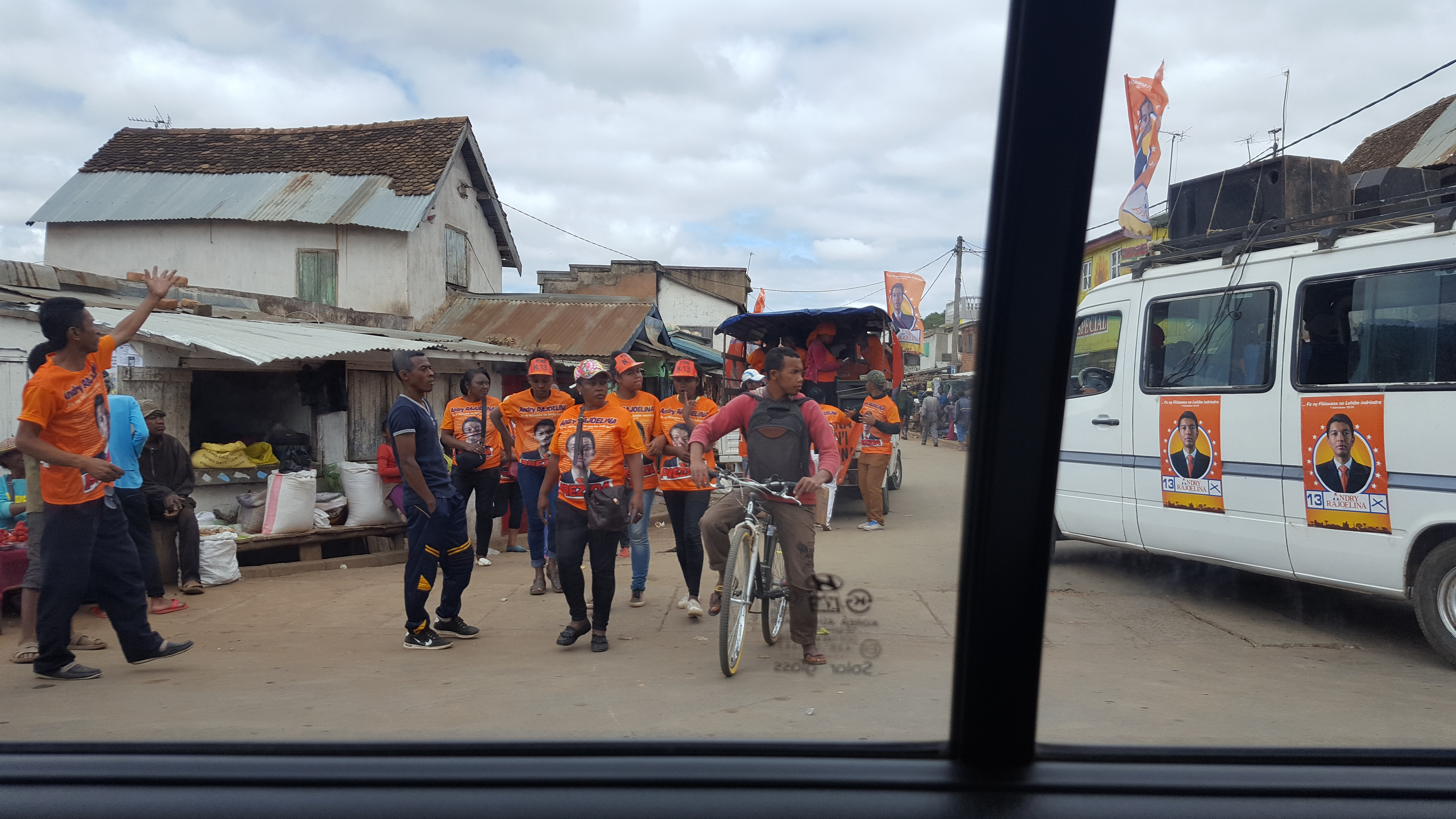
Susținători ai lui Andry Rajoelina lângă Antsirabe, octombrie 2018.

La începutul lunii august 2018, Andry Rajoelina a fost primul care și-a înregistrat candidatura pentru alegerile prezidențiale din 2018. Anterior, el lansase Inițiativa pentru Emergența Madagascarului (IEM), care definea liniile programului său electoral. Una dintre promisiunile de campanie era închiderea Senatului pentru a economisi bani și construirea de universități în locul acestuia. De asemenea, își propunea creșterea accesului la electricitate, atingerea autosuficienței agricole și sporirea securității.
Campania electorală a început în octombrie 2018, cu Andry Rajoelina avându-i ca adversari pe foștii președinți Ravalomanana și Rajaonarimampianina, favoriți într-o competiție cu 46 de candidați. În primul tur al alegerilor, desfășurat la 7 noiembrie, el a obținut primul loc cu 39,19% (1.949.851) din voturi (Ravalomanana 35,29% sau 1.755.855 voturi). O dezbatere televizată între cei doi finaliști a fost transmisă în direct la 10 decembrie.
Rajoelina a câștigat alegerile cu 55,66% din voturi și a fost învestit în funcție la 19 ianuarie 2019.

## Primul mandat ales (2019–2023)

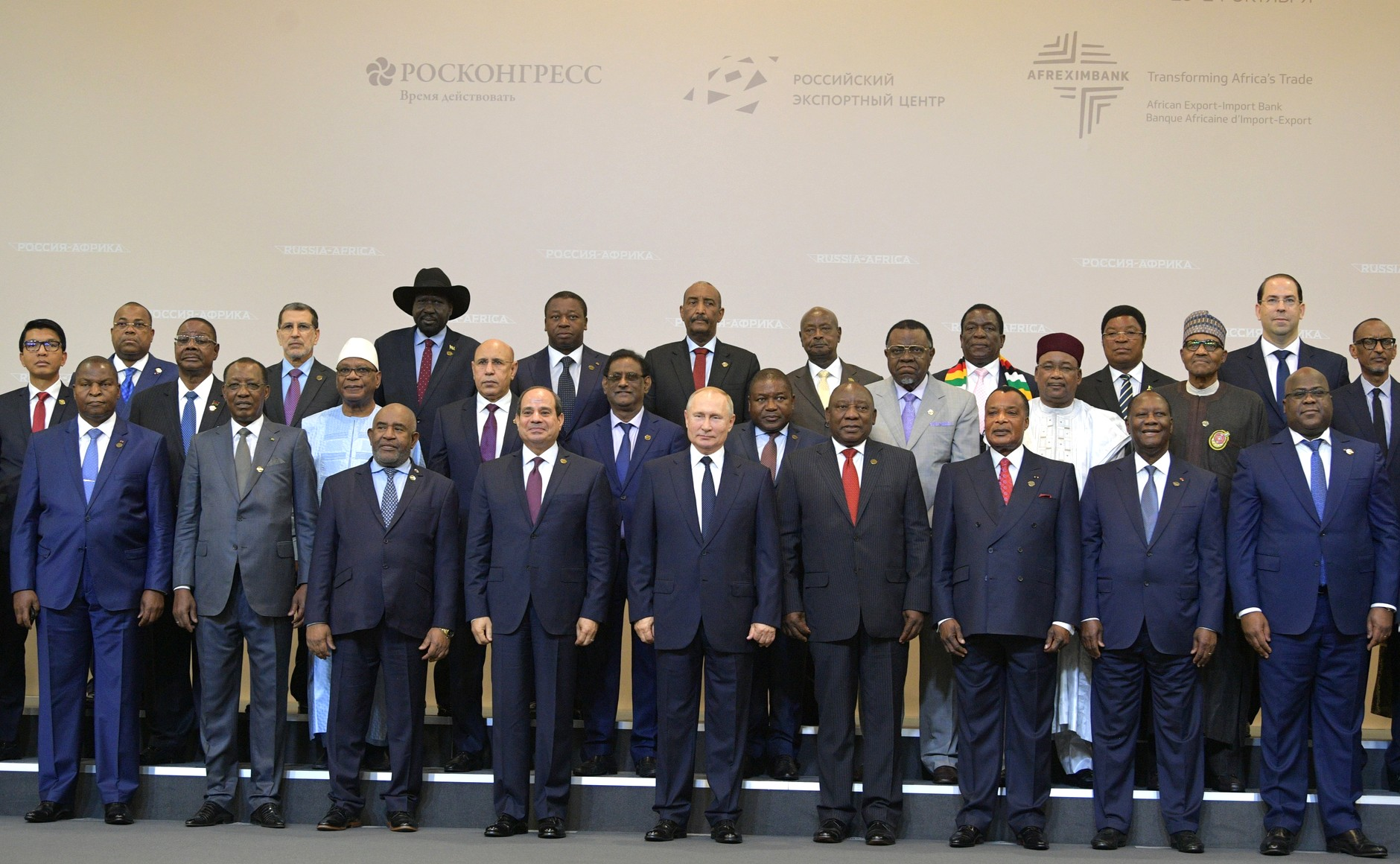
Rajoelina (primul din stânga) și alți lideri africani la Summitul Rusia–Africa de la Soci, octombrie 2019

### Pandemia de COVID-19
În aprilie și mai 2020, președintele Rajoelina a atras atenția mass-mediei internaționale când a lansat un „remediu” netestat împotriva COVID-19, denumit „Covid-Organics”. Ceaiul din plante a fost dezvoltat de Institutul Malgaș pentru Cercetare Aplicată (MIAR) folosind artemisia și alte plante locale. Armata a distribuit loturi de „Covid-Organics” populației, iar consumul ceaiului a fost făcut obligatoriu în școli. Mai multe țări africane, inclusiv Tanzania, Liberia, Guineea Ecuatorială și Guineea-Bissau, au achiziționat acest ceai. Matshidiso Moeti, din cadrul biroului regional al Organizației Mondiale a Sănătății (OMS) pentru Africa, a declarat că nu există nicio dovadă privind eficiența acestui tratament. Produsul nu trecuse prin teste clinice corespunzătoare și nu exista nicio lucrare științifică evaluată de colegi. Academia Națională de Medicină din Madagascar (ANAMEM) s-a arătat, de asemenea, sceptică. Un anunț OMS pe Google afirma: „Africanii merită să folosească medicamente testate după aceleași standarde ca și oamenii din restul lumii”. Uniunea Africană a căutat să testeze eficiența tehnică a ceaiului.
La 4 aprilie, Arphine Helisoa (pseudonimul lui Arphine Rahelisoa), director de publicație și jurnalist la ziarul Ny Valosoa, a fost reținută în așteptarea procesului, fiind acuzată de „incitare la ură” împotriva președintelui Rajoelina și de răspândirea de știri false, după ce a fost acuzată că a criticat modul în care acesta a gestionat pandemia. Ea a fost eliberată după o lună.
=== Mediu
Rajoelina a atribuit schimbărilor climatice responsabilitatea pentru insecuritatea alimentară din anumite regiuni ale țării și a făcut apel la națiunile puternice să combată acest fenomen.
În timpul reuniunii COP26 de la Glasgow, Rajoelina s-a angajat să protejeze biodiversitatea pădurilor Madagascarului de amenințarea defrișărilor și a anunțat introducerea în țară a sobelor pe bază de bioetanol și gaz, pentru a combate efectele schimbărilor climatice. De asemenea, Rajoelina a promis o creștere a ajutorului financiar pentru protejarea biodiversității menționate, care reprezintă 5% din biodiversitatea mondială.

### Foametea din Madagascar (2021–2022)
În iunie 2021, o secetă severă a lovit Madagascarul, determinând sute de mii de persoane – unele estimări indicând peste un milion – să sufere de insecuritate alimentară în regiunile sudice ale țării. Rajoelina a anunțat, împreună cu ambasadorul SUA în țară, Michael Pelletier, un plan pentru combaterea foametei. Printre alte măsuri, Rajoelina a dispus distribuirea de sobe pe gaz butan pentru a înlocui cărbunele, ca alternativă pentru persoanele din cele mai sărace zone ale țării. Măsura a vizat un total de 15.000 de gospodării.

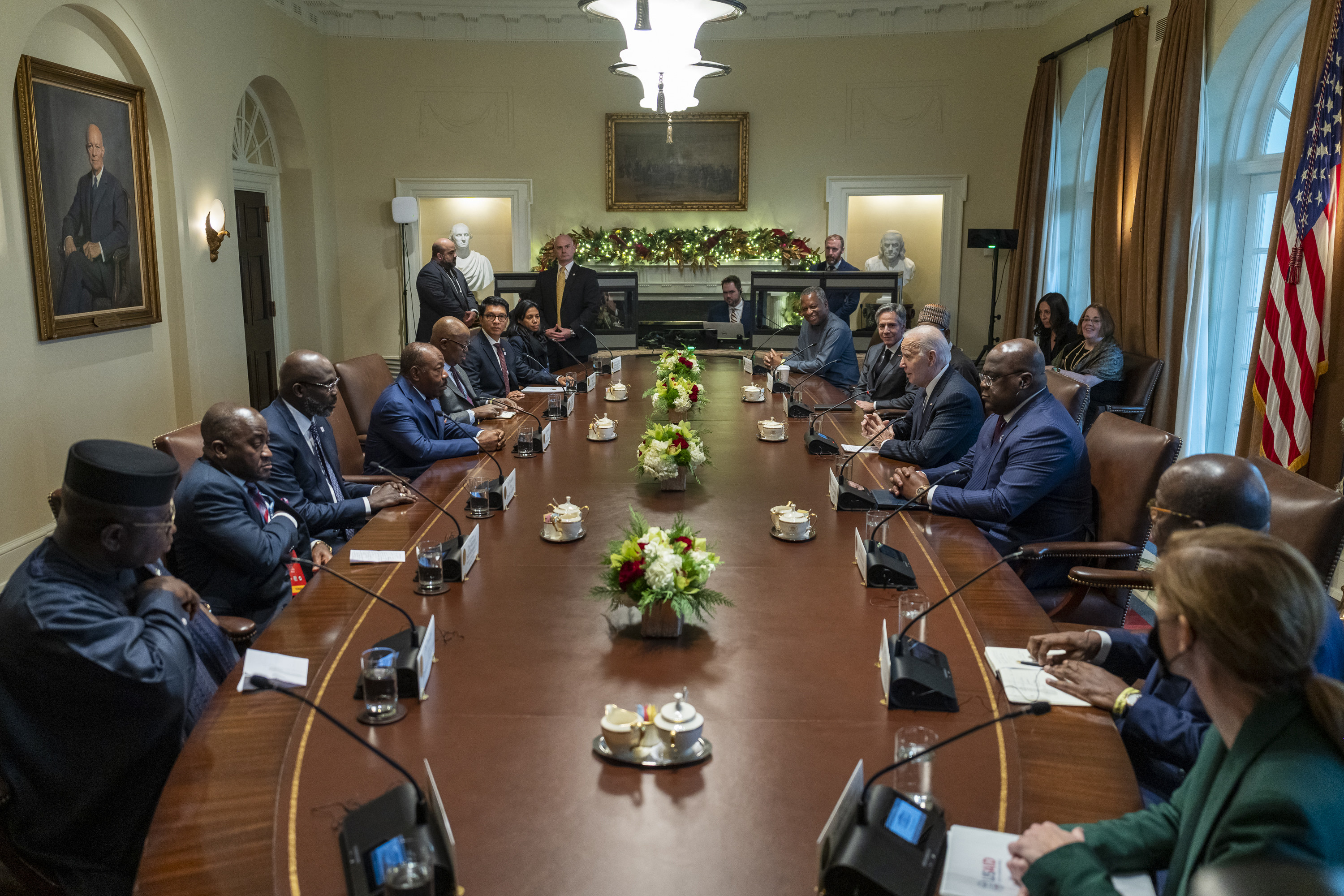
Rajoelina la Summitul Liderilor SUA–Africa, Washington, D.C., decembrie 2022

### Complotul de asasinare din 2021
La 22 iulie 2021, poliția a anunțat că a arestat șase persoane, inclusiv cetățeni străini, după luni de investigații privind un complot de asasinare a lui Rajoelina. Procurorul general a formulat acuzații împotriva acestora pentru diverse infracțiuni. A doua zi, procurorul general a anunțat că cel puțin un cetățean francez se numără printre cei arestați și a precizat că acesta a fost fost membru al Forțelor Armate Franceze. Franța a răspuns afirmând că acordă asistență consulară în Madagascar.

### Cetățenia franceză
În iulie 2023, fosta președintă a Sindicatului Magistraților din Madagascar și opozantă politică, Fanirisoa Ernaivo, a susținut că Rajoelina este cetățean francez naturalizat și, prin urmare, și-a pierdut cetățenia malgașă, declarând că a „depus o plângere pentru trădare, spionaj, uz de fals și atentat la siguranța statului”.
În iunie 2023, dezvăluirea faptului că acesta a dobândit cetățenia franceză în 2014 a dus la deschiderea unei anchete parlamentare, urmată de sesizarea Curții Constituționale de către un grup de cetățeni ai diasporei malgașe din Franța. Conform legislației din Madagascar, acest fapt l-ar fi putut descalifica de la funcția prezidențială, întrucât țara prevede pierderea cetățeniei în cazul dobândirii voluntare a altei cetățenii și permite doar cetățenilor malgași să dețină funcția de președinte. Rajoelina a susținut că a dobândit automat cetățenia franceză prin intermediul tatălui său, fapt care nu i-ar fi anulat cetățenia malgașă. Curtea Constituțională i-a dat în cele din urmă dreptate, invocând lipsa unui decret de retragere a cetățeniei.

### Arestarea directorului de cabinet
La 14 august 2023, directorul de cabinet al președintelui Andry Rajoelina, Romy Voos Andrianarisoa, a fost arestat la Londra sub acuzații de corupție privind o companie minieră cu sediul în Londra. Ea a fost destituită de Rajoelina la 16 august 2023.

### Dosarul Predator
În octombrie 2023, ziarul Mediapart a dezvăluit că președinția malgașă a achiziționat în 2021 programul spion Predator. O investigație a Oficiului Central pentru Combaterea Crimelor împotriva Umanității, Genocidelor și Crimelor de Război (OCLCH) a stabilit că liderii companiilor Nexa și Intellexa au exportat către președinția malgașă, fără nicio autorizație, echipamente și programe informatice care permiteau spargerea telefoanelor – o acțiune ce poate fi considerată o „tranzacție ilicită, realizată în absența unui contract și a autorizației”.
Programul spion a fost achiziționat cu scopul declarat de „combatere a corupției”, însă operațiunile de interceptare au fost utilizate pentru a spiona mai mulți opozanți politici, inclusiv jurnalistul din opoziție Roland Rasoamaharo, care a fost ulterior încarcerat. Alte arestări au avut loc după utilizarea programului spion. Conform a două anchete tehnice, Predator a fost folosit, de asemenea, de guvernul malgaș în timpul alegerilor din 2023.

## Al doilea mandat ales (2023–prezent)
Andry Rajoelina a depus jurământul la 16 decembrie 2023 pentru al doilea său mandat de președinte al Madagascarului, în contextul unui boicot al partidelor de opoziție care contestau rezultatele alegerilor din 16 noiembrie. În mai 2025, Andry Rajoelina și-a reafirmat intenția de a vizita personal Insulele Dispersate, insule franceze aflate la frontiera apelor malgașe, favorizând totodată calea dialogului pentru soluționarea acestei dispute vechi de mai multe decenii, apărută după epoca imperială europeană în Africa.

## Distincții

### Naționale
- Mare Colan al Ordinului Național al Madagascarului (2019)
- Mare Cruce clasa I a Ordinului Național al Madagascarului (2009)

### Distincții străine
- Guineea-Bissau: Medalia Amílcar Cabral (2024)

### Alte premii
- 2000: Antreprenorul anului, acordat de revista Écho Australe[102], care îi acordase anterior același titlu primarului din Antananarivo, Marc Ravalomanana, în 1999; distincția a revenit lui Rajoelina în anul 2000[7].
- 2003: Cel mai bun tânăr antreprenor din Madagascar, premiu acordat de banca franceză BNI Crédit Lyonnais[103]